# Sergio de la Pava
Sergio de la Pava (Nueva Jersey, 1971 - ), escritor estadounidense descendiente de colombianos.

## Biografía
Hijo de emigrantes colombianos en Nueva York, trabaja, al igual que su esposa, como abogado de oficio en la Corte penal de Manhattan. Escribió entre 1999 y 2004 su primera novela, Una singularidad desnuda, -A naked singularity (2008) - en su título original en inglés- fue rechazada por varias editoriales y autoeditada después por medio de Xlibris, con el curioso resultado de que obtuvo una magnífica crítica, de parte de Scott Bryan Wilson en la revista The Quarterly Conversation en octubre de 2010, hecho que puso a la novela en el foco de la editorial de la Universidad de Chicago, quien lo publicó en abril de 2012. Entonces la novela fue nominada al premio del PEN club Robert W. Bingham  y ganó como el mejor debut literario estadounidense en ficción de 2013. Se le ha comparado con Thomas Pynchon, David Foster Wallace y William Gaddis. El sello Chicago University Press lo ha tomado en su catálogo y se prepara su traducción a varias lenguas. También ha publicado una segunda novela, Personae, y prepara una tercera.
Una singularidad desnuda, novela muy extensa, posee dos personajes principales, Casi, un defensor público exhausto por el excesivo trabajo y el boxeador puertorriqueño Wilfredo Benítez, personaje real y antiguo ganador del título mundial de boxeo en tres categorías distintas.
Por ser Casi, al igual que el autor Sergio de la Pava, hijo de inmigrantes colombianos en Estados Unidos, la novela brinda a ratos referencias culturales y de la idiosincrasia colombiana y latina por extensión, por ejemplo, una completa receta para empanadas, creencías o la atesorada unidad familiar. Con todo, los temas preferentes de Sergio de la Pava en su primera novela fueron la justicia, la ambición y la perfección en los actos humanos, incluso en los criminales; como rasgos formales pueden señalarse de momento la complejidad de estructura, la variedad temática y la omisión de las comas.

## Obras
- Una singularidad desnuda, 2014 (A naked singularity, 2008 y 2012). ISBN 978-84-940529-8-9. Traducción al español publicada por Pálido Fuego.
- Personae, 2011.